# Contea di Charlotte (Florida)
La contea di Charlotte (in inglese Charlotte County) è una contea della Florida, negli Stati Uniti. Il suo capoluogo amministrativo è Punta Gorda. La Contea di Charlotte è l'unica dell'Area Statistica Metropolitana di Punta Gorda.

## Geografia fisica
La contea si trova nella zona sud-occidentale dello Stato e a ovest si affaccia sul Golfo del Messico. La contea ha un'area di 2.225 km² di cui il 19,27% è coperto da acqua. Il Charlotte Harbour Estuary è un'importante riserva naturale marina. La contea comprende anche delle isole e aree protette.

### Contee confinanti
- Contea di DeSoto - nord
- Contea di Highlands - nord-est
- Contea di Glades - est
- Contea di Hendry - sud-est
- Contea di Lee - sud
- Contea di Sarasota - nord-ovest

## Storia
La contea di Charlotte nacque nel 1921. Fu nominata così per la baia di Charlotte Harbour, in onore della regina Carlotta di Meclemburgo-Strelitz.
Nel 1565 gli spagnoli la nominarono Bahía Carlos ed in seguito gli inglesi, nel 1775, la tradussero in Charlotte Harbour come tributo alla regina Carlotta, moglie di Giorgio III. Punta Gorda è l'unica città incorporata nella Contea di Charlotte.
Il 13 agosto 2004 venne devastata quando l'uragano Charley arrivò vicino alla costa a livello 4 della scala di Saffir-Simpson.

## Centri abitati
L'unica city è Punta Gorda.

### Census designated places
- Charlotte Harbor
- Charlotte Park
- Cleveland
- Englewood
- Grove City
- Harbour Heights
- Manasota Key
- Port Charlotte
- Rotonda
- Solana

## Politica
| Anno | Repubblicani | Democratici | Altri |
| ---- | ------------ | ----------- | ----- |
| 2004 | 55,7%        | 42,9%       | 1,4%  |
| 2000 | 53,0%        | 44,3%       | 2,7%  |
| 1996 | 44,2%        | 43,0%       | 12,7% |
| 1992 | 39,2%        | 36,9%       | 23,9% |
| 1988 | 64,0%        | 35,4%       | 0,6%  |